# Saint-Cyr (album)
Saint-Cyr je soundtrackové album Johna Calea. Album vyšlo v roce 2000 u vydavatelství Archipel 35/Virgin France. Jedná se o hudbu k filmu Saint-Cyr. Soundtrack byl nominován na Césara za nejlepší hudbu k filmu.

## Seznam skladeb
| Pořadí | Název              | Autor                | Délka |
| ------ | ------------------ | -------------------- | ----- |
| 1.     | Opening Theme      | Cale                 | 3:00  |
| 2.     | Ironic Trumpet     | Cale                 | 1:20  |
| 3.     | Stately            | Cale                 | 6:00  |
| 4.     | Esther             | Jean-Baptiste Moreau | 3:10  |
| 5.     | Opening Theme No 2 | Cale                 | 6:00  |
| 6.     | Pillar Theme       | Cale                 | 2:10  |
| 7.     | Pillar Theme No 2  | Cale                 | 2:00  |
| 8.     | 2nd Theme          | Cale                 | 2:00  |
| 9.     | 2nd Theme No 2     | Cale                 | 2:00  |
| 10.    | War Time           | Cale                 | 5:00  |
| 11.    | War Time No 2      | Cale                 | 4:00  |

## Obsazení
Hudebníci
- Lisa Bielawa – zpěv
- Peter Stuart – zpěv
- Mark R. Deffenbaugh – kytara
- David Fideli – flétna
- Stefani Starin – flétna
- Jonathan Spitz – violoncello
- Greg Hesselink – violoncello
- John Whitfield – violoncello
- Bruce Wong – violoncello
- Jim O'Connor – trubka
- Lee Wall – perkuse

Ostatní
- John Cale – producent
- Randall Woolf – aranže
- David Voight – nahrávání, mixing
- Pierre Collier – design obalu
- Roger Arpajou – fotografie